# Aixam-MEGA
45°41′31.56″ пн. ш. 05°55′56.87″ сх. д. / 45.6921000° пн. ш. 5.9324639° сх. д.
Aixam-MEGA — французька автомобілебудівна промислова група. Спеціалізується на виробництві субкомпактних автомобілів, легких квадроциклів (що прийшли на зміну мотоколяскам), які не вимагають водійських прав. Виробляє легкові та комерційні автомобілі. Виробництво розташоване в регіоні Рона-Альпи у комунах Екс-ле-Бен (департамент Савоя,  Шана (департамент Ізер). Автомобілі продаються у Франції, Європі і Північній Америці.

## Історія
Компанія була заснована в 1983 році для виробництва субкомпактних автомобілів на виробничій базі збанкрутілої компанії Arola. Автомобілі випускалися під маркою Aixam.
1992 році з'явилася марка Mega, яка стала четвертим за рахунком французьким виробником субкомпактних автомобілів, які не потребують водійських прав.
2003 році Mega повністю оновила модельний ряд, взявши орієнтир на завоювання двох практично не розвинених сегментів авторинку: компактних ультра-легких комерційних автомобілів і електромобілів.
Найбільших обсягів виробництво досягло в 2007 році - було випущено в 15 500 автомобілів. У 2009 році кількість скоротилася до 12 000.

## Модельний ряд
Компанія складається з двох підрозділів, що випускають автомобілі під двома марками: Aixam і Mega.
- Під маркою Aixam випускаються легкові субкомпактні автомобілі. На Паризькому автосалоні 2010 компанія представила серію Impulsion.
- Під маркою Mega випускаються комерційні субкомпактні автомобілі MEGA Multitruck, комерційний електромобіль Mega Worker, а також легковий електромобіль MEGA City (електро-аналог Aixam City).

## Фотографії

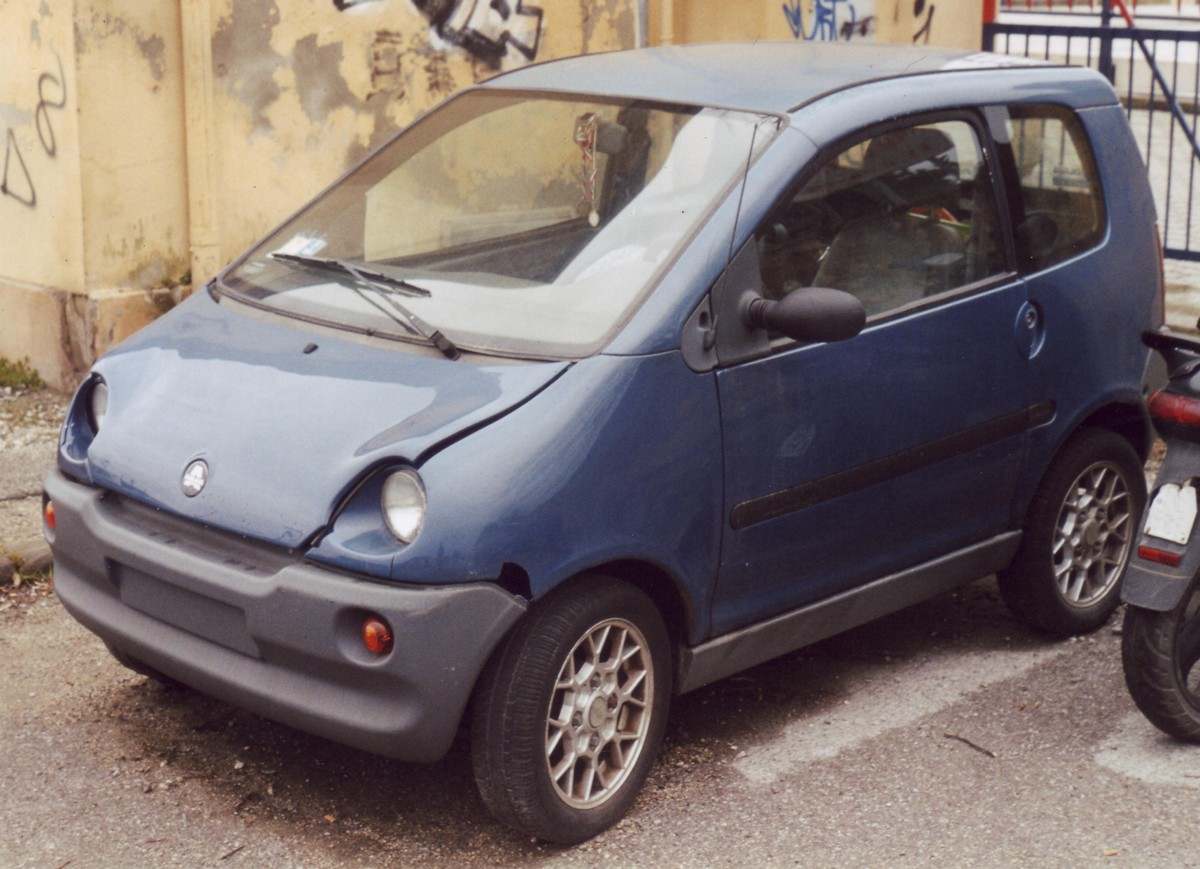
Aixam 400
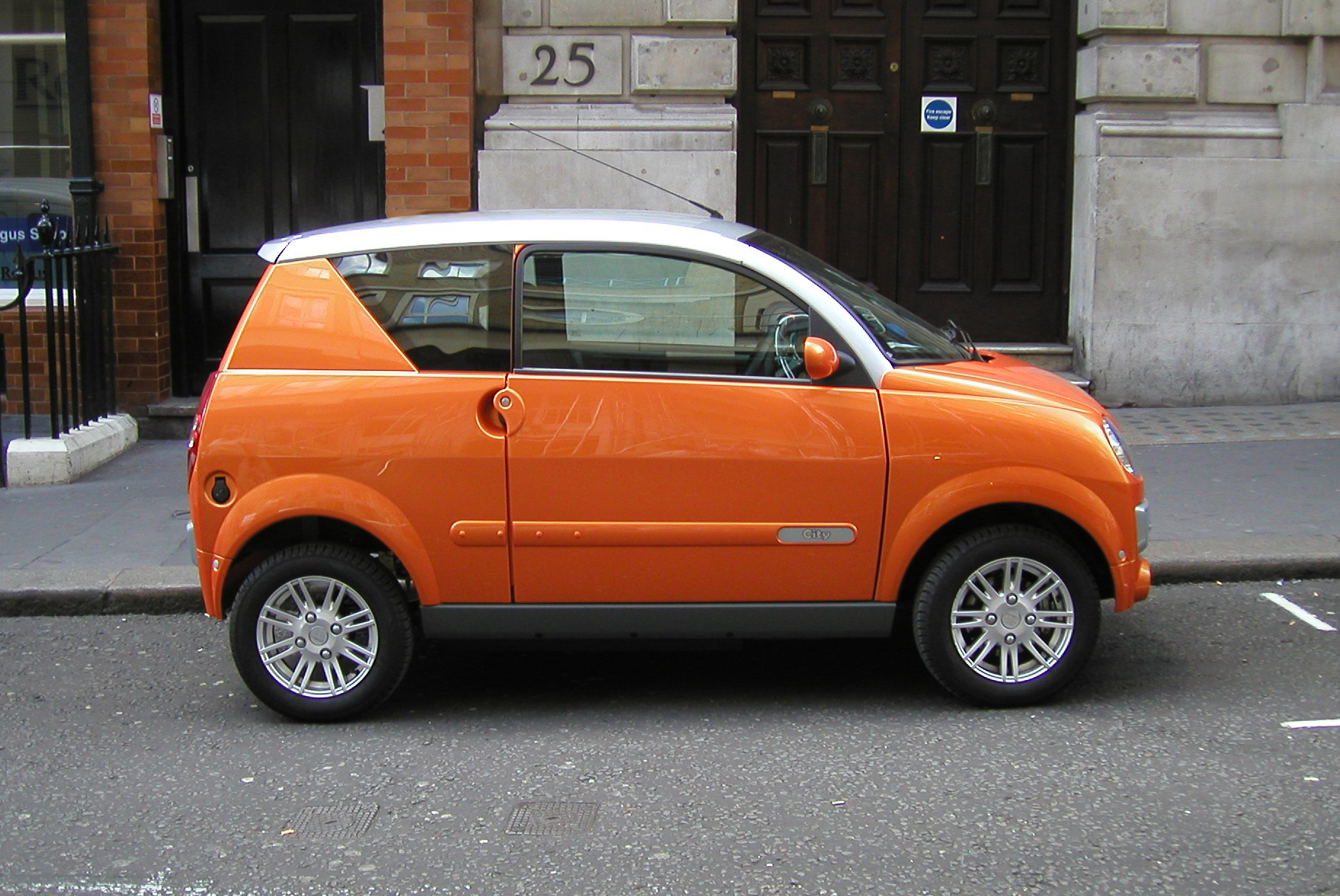
Aixam City Sporty
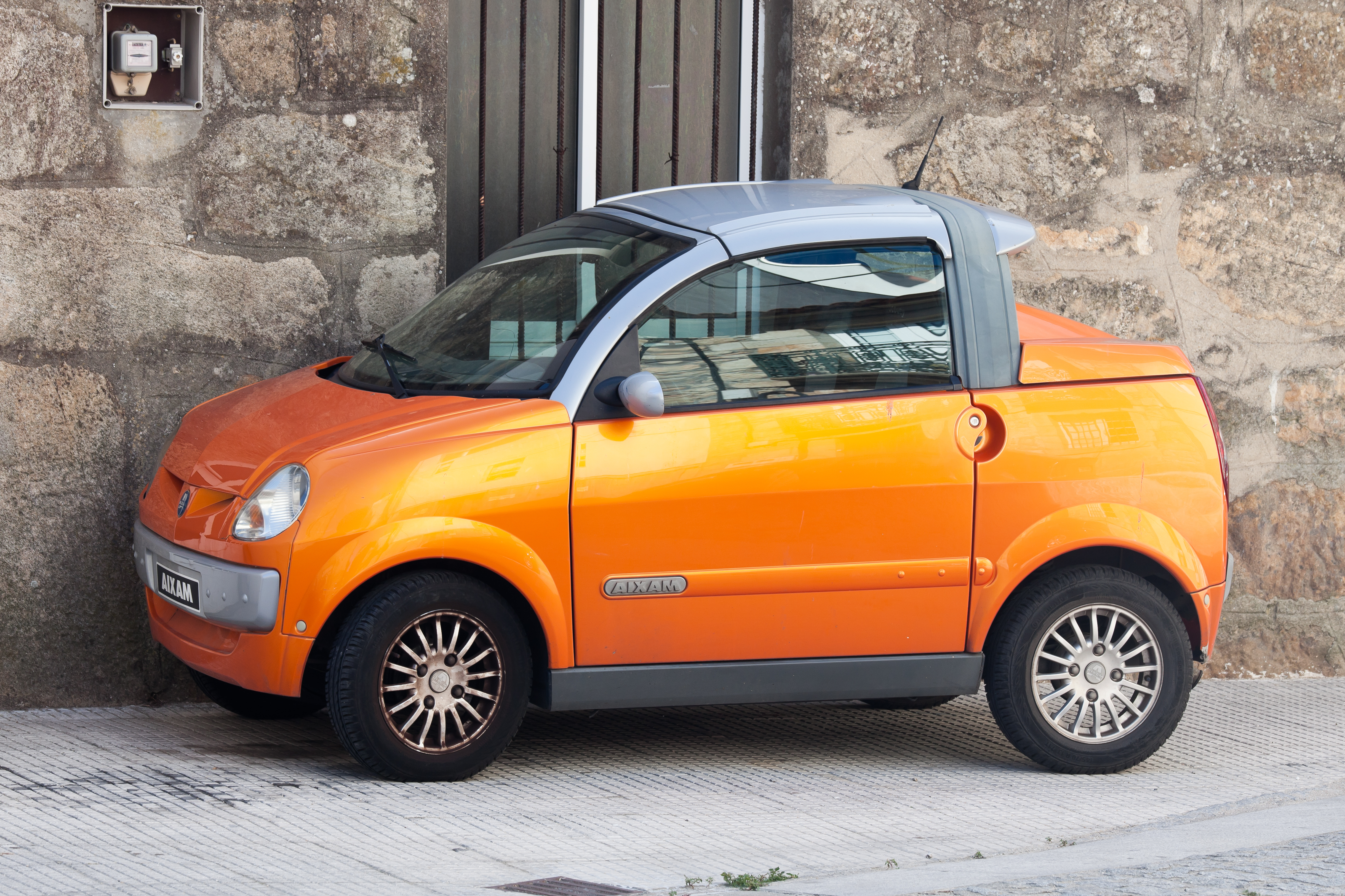
Aixam Scouty/Scouty-R
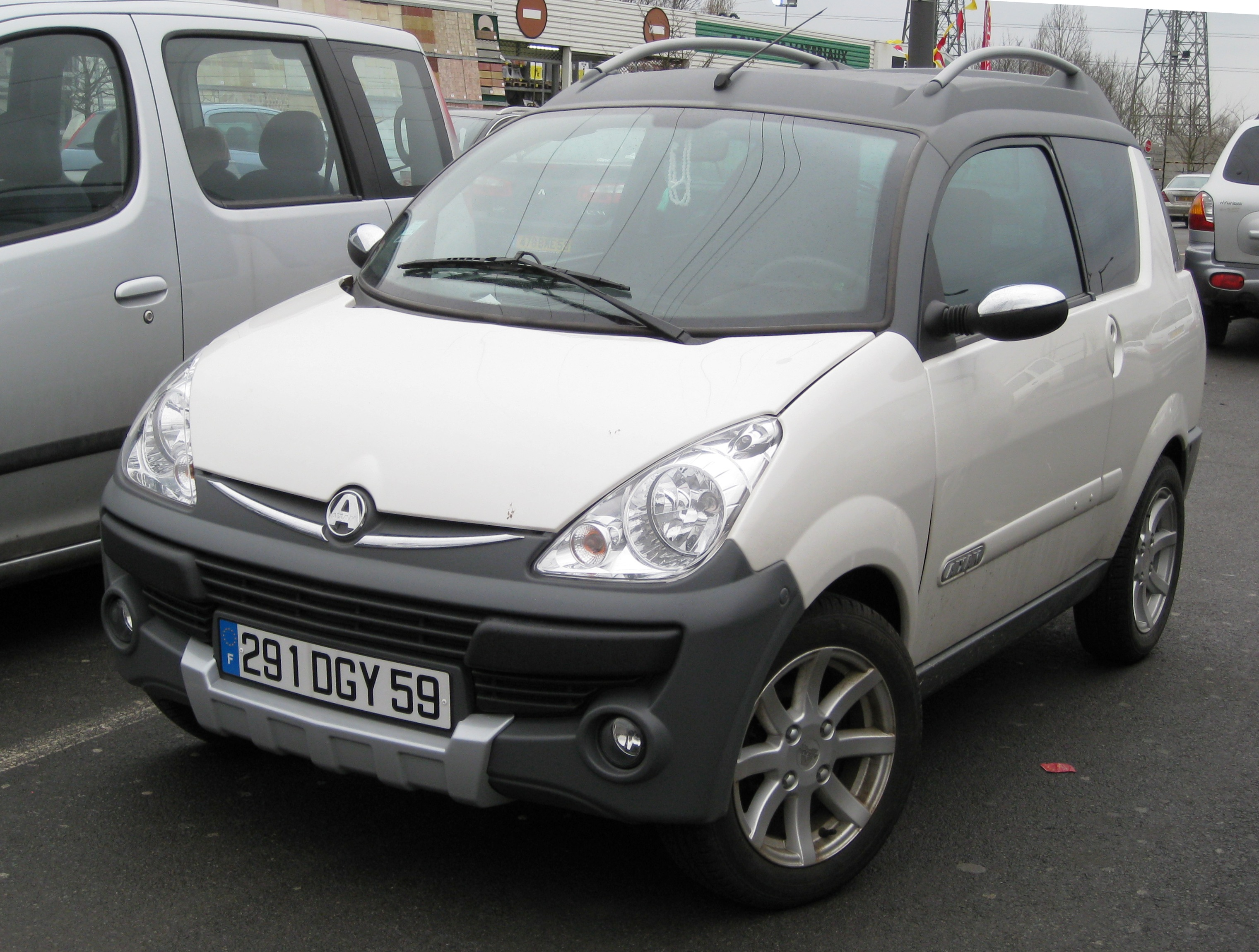
Aixam Crossline
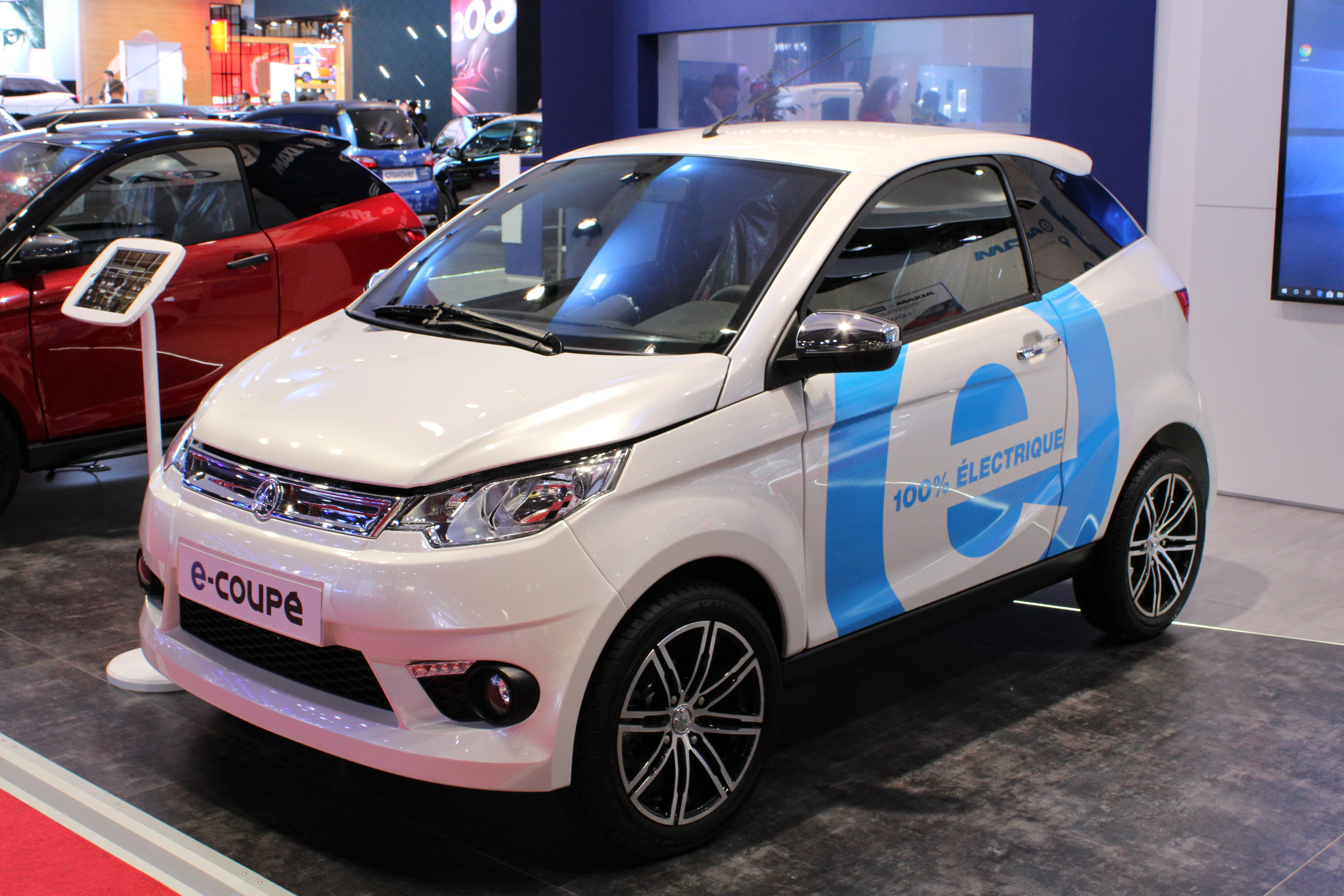
Aixam e-Coupé
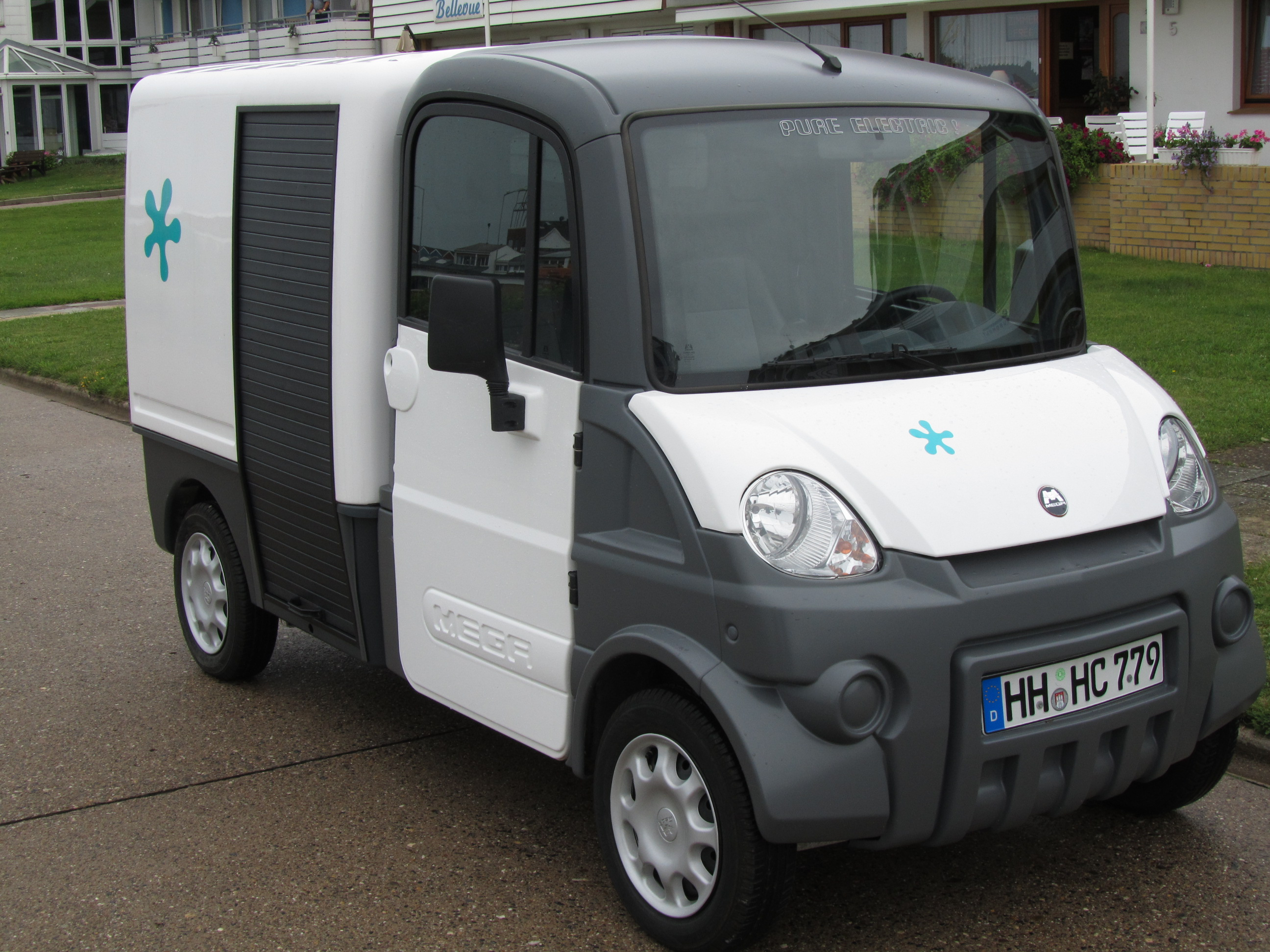
MEGA Multitruck Van
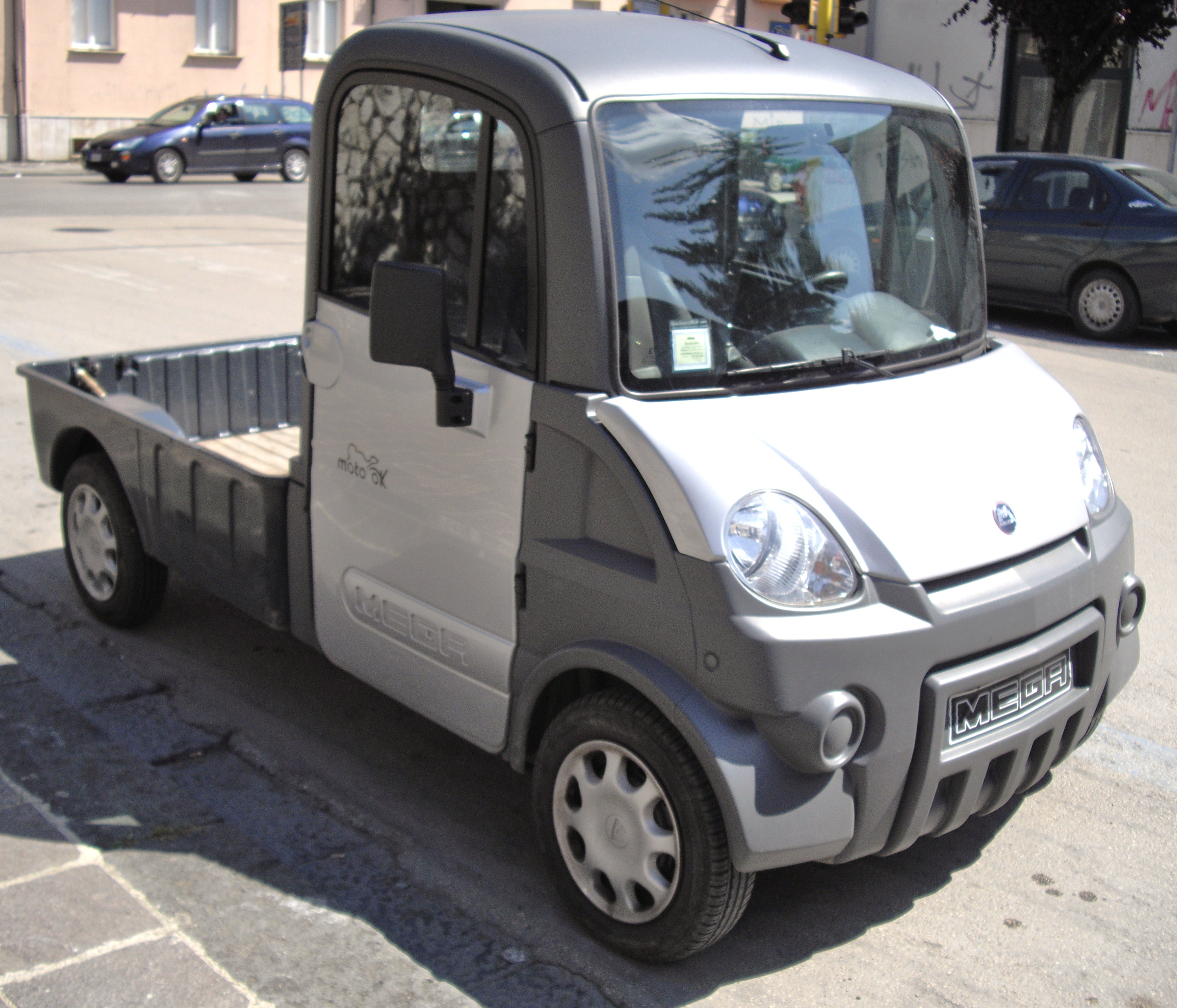
MEGA Multitruck Pick Up
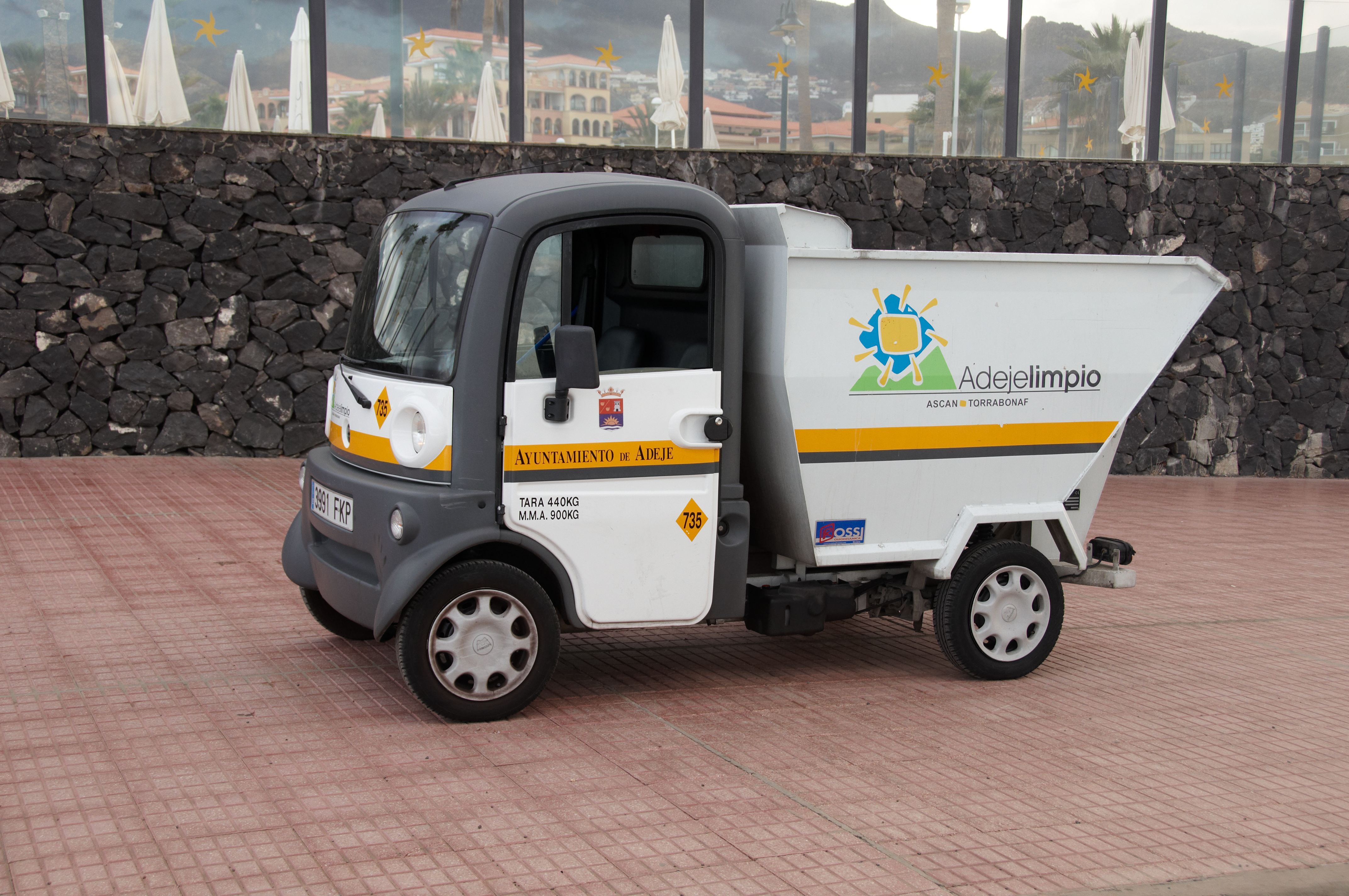
Mega Multitruck Skip Tipper